# Corbasca
Corbasca – wieś w Rumunii, w okręgu Bacău, w gminie Corbasca. W 2011 roku liczyła 746 mieszkańców.